# Црква Вазнесења Господњег у Макцу
Црква Вазнесења Господњег у Макцу, насељеном месту на територији општине Велико Градиште припада Епархији браничевској Српске православне цркве.